# Élisabeth Chouvalidzé
Élisabeth Chouvalidzé (née le 24 juin 1936, en France de parents russes, dont le prénom est aussi crédité avec un "z") est une actrice québécoise. Elle est mariée au réalisateur de télévision Richard Martin.

## Biographie
D'origine russe, Élisabeth Chouvalidzé (ou Élizabeth, selon les crédits) travaille au Québec comme actrice ou comédienne depuis les années 1950. Elle fait des études à l'Université de Montréal en technologie médicale au milieu des années 1950. Elle fait ses débuts au théâtre à Montréal au sein de La Roulotte, un théâtre ambulant, collaborant avec le responsable Paul Buissonneau. Elle incarne des personnages pour enfants.
C'est grâce à elle que Claude Léveillée fait ses débuts comme comédien, selon Daniel Guérard (Claude Léveillée, aux trapèze des étoiles).
Membre de l'Union des artistes (UDA) depuis 1956, elle devient en avril 1987 la première vice-présidente de l'UDA, succédant au vice-président Yvon Dufour, comédien.
Élisabeth Chouvalidzé est reconnue pour son immense travail de doublage. Parmi les actrices originales les plus souvent doublées par elle, on peut notamment citer Cloris Leachman, Judi Dench, Vanessa Redgrave, Anne Bancroft, Olympia Dukakis, Maggie Smith, Lauren Bacall, Ellen Burstyn et Carrie Snodgress.

## Filmographie

### Cinéma
- 1965 : Instant French : rôle inconnu
- 1976 : L'Heure bleue (court-métrage)
- 1977 : One Man : Robin Spry
- 1981 : Les Champions : Narration
- 1989 : La Petite Sirène (The Little Mermaid) de John Musker et Ron Clements : Ursula (voix)
- 1990 : Cuervo : La veuve
- 1996 : L'Homme idéal : Mère de Pierre
- 1996 : Le Bossu de Notre-Dame : Laverne (voix)
- 2004 : Nous étions libres (Head in the Clouds) : Fortune Teller
- 2006 : Tous les autres, sauf moi : Berthe
- 2009 : La Princesse et la Grenouille : Mama Odie (voix)
- 2012 : Le Lorax : Mamie Norma (voix et chant)
- 2013 : Les Croods : Grand-Mère (voix)
- 2013 : Cabaret (comédie musicale) : Rôle : Fraülein Schneider
- 2018 : Le Grinch : le maire McGerkle (voix)
- 2022 : Niagara de Guillaume Lambert : Amelia Amaliev

### Télévision
- 1955 - 1958 : Beau temps, mauvais temps (série télévisée) : Colombe Delvas
- 1957 - 1958 : Le Trèfle à 4 feuilles (série télévisée) : Kathleen
- 1959 - 1961 : Jeunes visages (série télévisée) : Brigitte
- 1960 - 1964 : Filles d'Ève (série télévisée) : l'amie de Raymonde
- 1964 - 1965 : Monsieur Lecoq (série télévisée) : Camille
- 1965 - 1967 : Le Bonheur des autres (série télévisée) : Élisabeth Robineau
- 1968 - 1972 : Le Paradis terrestre (série télévisée) : Réjane Valin
- 1969 - 1973 : Le Major Plum-Pouding (série télévisée) : Fanfan L'Étrivant
- 1970 - 1978 : Les Berger (série télévisée) : Angèle Chichois
- 1972 - 1975 : Les Forges de Saint-Maurice (série télévisée) : Josephte Duplessis
- 1975 : Le Petit Castor (série télévisée) : Nanours (voix)
- 1975 - 1977 : Y'a pas de problème (série télévisée) : Charmaine Gamache
- 1977 : Les Voyages de Tortillard : Simon
- 1977 - 1978 : Les As (série télévisée) : Nicole
- 1977 - 1984 : Passe-Partout (série télévisée) : Rigodon (voix)
- 1979 - 1982 : Chez Denise (série télévisée) : Dr Mondor
- 1979 - 1984 : Terre humaine (série télévisée) : Josée Dubreuil
- 1984 - 1985 : Le 101, ouest, avenue des Pins (série télévisée) : Dr Mondor
- 1989 : Piège infernal (feuilleton TV) : Le ministre
- 1989 - 1990 : Le Dépanneur olympique (série télévisée) : Imelda Tanguay-Poupart
- 1990 : Les Enquêtes du commissaire Maigret, épisode : Maigret à New York de Stéphane Bertin : Lucile
- 1990 - 1991 : Denise... aujourd'hui (série télévisée) : Dr Mondor
- 1995 : Les grands procès (série télévisée) : Janine Durand
- 1995 - 2001 : 4 et demi… (série télévisée) : Albertine Bazin
- 1996 - 1997 : Les Aventures de la courte échelle : Éva Béluga
- 1998 - 2002 : Macaroni tout garni : Mamie Rosalie
- 2003 - 2017 : L'Auberge du chien noir (série télévisée) : Janette Cadorette / Joan / Jeanine Cadorsky

## Récompenses
- 1961 : Prix d’interprétation au théâtre remis lors du Festival de Montréal.
- 1966 : Prix Méritas de la meilleure comédienne pour son rôle dans le téléroman Le Bonheur des autres.